# Yoshihiro Togashi
Yoshihiro Togashi (jap. 冨樫 義博, Togashi Yoshihiro; * 27. April 1966 in Shinjō, Präfektur Yamagata) ist ein japanischer Mangaka.

## Karriere
Seinen ersten Manga zeichnete Yoshihiro Togashi 1986 mit Tonda Birthday Present. Danach ging er nach Tokio, um sich seiner Karriere als Manga-Zeichner zu widmen. 1987 gewann er mit seinem Manga Buttobi Straight den Tezuka-Preis des Shōnen-Jump-Magazins. Dadurch wurde der Shūeisha-Verlag auf ihn aufmerksam, weshalb er die Möglichkeit hatte, diese Kurzgeschichte und mehrere andere Serien im Shōnen Jump zu veröffentlichen. Der Durchbruch gelang ihm allerdings erst 1990 mit Yū Yū Hakusho, einem Fantasy-Manga.
Nach einigen Ausflügen in das Science-Fiction-Genre (Level E) kehrte er 1995 zur Fantasy zurück und arbeitet seit 1998 an Hunter × Hunter, das ebenfalls zu einem vollen Erfolg wurde. Yoshihiro hält die Fristen für das wöchentlich erscheinende Hunter × Hunter oft nicht ein, weswegen es häufig zu Pausierungen von mehreren Monaten kommt.
Er hat eine Schwester und einen jüngeren Bruder, der ebenfalls Zeichner ist. Seine Frau ist die Zeichnerin der Mangaserie Sailor Moon, Naoko Takeuchi. In seiner Mangareihe „Hunter × Hunter“ hilft ihm seine Frau beim Kolorieren.
Im Jahr 2017 schrieb Togashi den Zwei-Kapitel-Manga Akuten Wars (悪 悪 天 ォ ー ズ). Dieser wurde von Hachi Mizuno illustriert und in den September- und Novemberausgaben von Grand Jump Premium veröffentlicht.

## Werke
- Sensēha Toshishita!! (1986)
- Jura no Miduki (1987)
- Buttobi Straight (1987)
- Ōkami Nante Kowakunai!! (狼なんて怖くない!!, 1989, Kurzgeschichtenband)
  - Tonda Birthday Present (とんだバースディプレゼント, 1986)
  - Ōkami Nante Kowakunai!! (狼なんて怖くない!!, 1988)
  - Occult Tanteidan (1988)
  - Horror Angel (1988)
- Tende Shōwaru Cupido (てんで性悪キューピッド, 1989–1990, 4 Bände)
- Yū Yū Hakusho (幽★遊★白書, 1990–1994, 19 Bände)
- Yū Yū Hakusho (Artbook)
- Yū Yū Hakusho Gashu (Artbook)
- Level E (レベルＥ, 1995–1997, 3 Bände)
- Hunter × Hunter (seit 1998, 38 Bände)